# Том, Дик и Хэйри (фильм)
«Том, Дик и Хэйри» (иер. трад. 風塵三俠, упр. 风尘三侠, кант.-рус.: Фэн чэнь сань ся, англ. Tom, Dick and Hairy) — гонконгская комедия 1993 года, режиссёр Питер Чан и Ли Чи-Нгай. Главные роли в фильме исполнили Тони Люн Ка-фай, Тони Люн Чу Вай и Лоуренс Чэн.
Картина получила четыре номинаций на 13-й Гонконгской кинопремии.

## Сюжет
Три друга живут в одной квартире. У Тома (Тони Люн Чу Вай) запланирована свадьба с доминирующей в их отношениях Джойс (Ян Лау). Дик (Тони Люн Ка-фай) — беззаботный бабник, встречающийся каждую ночь с новой девушкой. Хэйри (Лоуренс Чэн) — замкнутый чудик, разговаривающий с цветами. И вот в один момент всё кардинально меняется. У Тома появляется новая пассия, Кэт (Энн Бриджуотер), Дик по уши влюбляется в сестру Тома (Афена Чу), а у Хэйри завязываются отношения с мужчиной (Майкл Чоу).

## В ролях
- Тони Люн Чу Вай — Том
- Тони Люн Ка-фай — Дик
- Лоуренс Чэн[англ.] — Хейри
- Энн Бриджуотер — Кэт
- Майкл Чоу[англ.] — Майкл
- Анита Юань — Вай фон
- Джей Лау — Джойс Лау
- Афена Чу — Перл Чан
- Вивиан Чоу[англ.] — Фрэнсис
- Джессика Суан[англ.] — женщина в ресторане
- Ким Ип — священник
- Майкл Вонг[англ.] — камео
- Вонг Вай-кей — девушка Дика 1 (модель)
- Ен Куи-ли — девушка Дика 2
- Чен Ин-кей — девушка Дика 3 (японка)
- Лау Чиу-фан — продюсер
- Кан Вай-ян — невеста
- Люн Мэй-йи — подружка невесты
- Сзе Хиу-лун — шафер
- Лай Мэй-Линг — банковский кассир
- Саймон Чунг — посетителя ночного клуба
- Квок Си Винг — портной по пошиву свадебных платьев
- Чоу Такминг — сотрудник компании знакомств
- Тедди Чэнь — мужчина в ресторане
- Чхве Юэ-Чунг — мужчина в ресторане
- Леунг Кай-чи — отец Джойс
- Мэтью Линк — официант французского ресторана
- Чан Сиу-Хунг — жених
- Цзе Чи-ва — перевозчик электроники
- Ю Нгай-хо — гость на вечеринке у Дика
- Хуэй Цзэ-ман — Мамасан

## Награды и номинации
| Награды                     | Награды                           | Награды                              | Награды   |
| Кинопремия                  | Категория                         | Лауреат / претендент                 | Результат |
| --------------------------- | --------------------------------- | ------------------------------------ | --------- |
| 13-я Гонконгская кинопремия | Лучший фильм                      | Том, Дик и Хэйри                     | Номинация |
| 13-я Гонконгская кинопремия | Лучшая режиссёрская работа        | Питер Чан, Ли Чи-Нгай                | Номинация |
| 13-я Гонконгская кинопремия | Лучший сценарий                   | Чань Хин-Ка, Ли Чи-Нгай, Джеймс Юэнь | Номинация |
| 13-я Гонконгская кинопремия | Лучшая мужская роль второго плана | Лоуренс Чэн                          | Номинация |